# Hochrieß (Gemeinde Purgstall)
Hochrieß ist eine Ortschaft und eine Katastralgemeinde der Gemeinde Purgstall an der Erlauf im Bezirk Scheibbs in Niederösterreich.

## Siedlungsentwicklung
Zum Jahreswechsel 1979/1980 befanden sich in der Katastralgemeinde Hochrieß insgesamt 172 Bauflächen mit 49.627 m² und 39 Gärten auf 32.987 m², 1989/1990 gab es 169 Bauflächen. 1999/2000 war die Zahl der Bauflächen auf 367 angewachsen und 2009/2010 bestanden 237 Gebäude auf 358 Bauflächen.

## Bodennutzung
Die Katastralgemeinde ist landwirtschaftlich geprägt. 740 Hektar wurden zum Jahreswechsel 1979/1980 landwirtschaftlich genutzt und 111 Hektar waren forstwirtschaftlich geführte Waldflächen. 1999/2000 wurde auf 727 Hektar Landwirtschaft betrieben und 121 Hektar waren als forstwirtschaftlich genutzte Flächen ausgewiesen. Ende 2018 waren 713 Hektar als landwirtschaftliche Flächen genutzt und Forstwirtschaft wurde auf 127 Hektar betrieben. Die durchschnittliche Bodenklimazahl von Hochrieß beträgt 43,7 (Stand 2010).

## Tourismus
In Hochrieß befindet sich auch ein Tierpark, der in rund 23 Hektar 45 unterschiedlichen Tierarten beherbergt.